# Batumirah
Batumirah is een bestuurslaag in het regentschap Tegal van de provincie Midden-Java, Indonesië. Batumirah telt 3712 inwoners (volkstelling 2010).